# Стретава
Стретава (словац. Stretava) — село, громада в окрузі Михайлівці, Кошицький край, Словаччина. Село розташоване на висоті 101 м над рівнем моря. Населення — 635 чол. Вперше згадується в 1266 році.

## Географія
Протікає Чечеговський канал.

## Населення
| Рік:            | 1994. | 2004.    | 2014.   | 2024.   |
| --------------- | ----- | -------- | ------- | ------- |
| Кількість осіб: | 533   | 634      | 671     | 679     |
| Різниця:        |       | +18,94 % | +5,83 % | +1,19 % |

| Рік:            | 2023. | 2024.   |
| --------------- | ----- | ------- |
| Кількість осіб: | 681   | 679     |
| Різниця:        |       | -0,29 % |